# Nockeby (Nockebybanan)
Nockeby är ändstation på Nockebybanan, spårvagnslinje 12, och belägen i Nockeby i Bromma i Stockholms kommun. 

## Historik

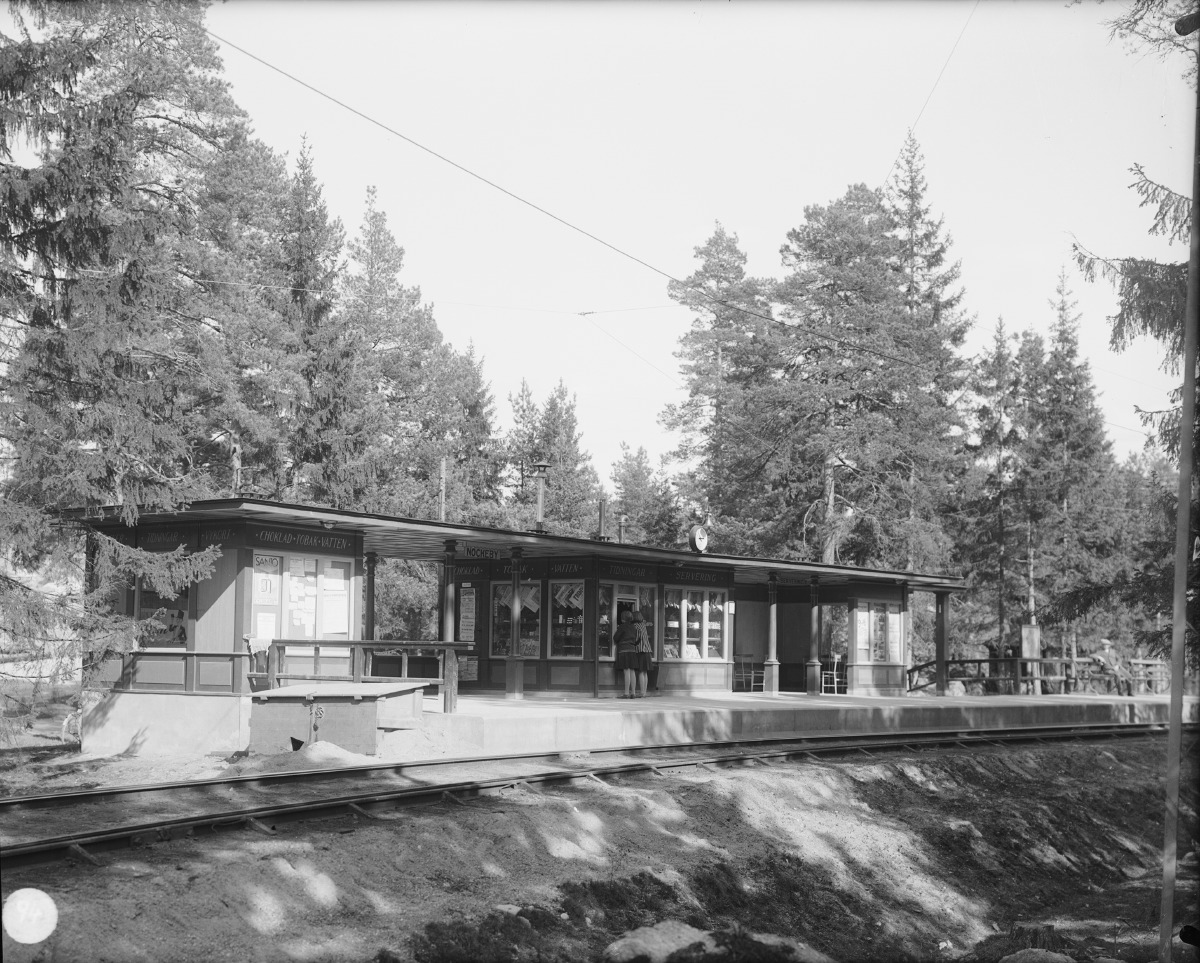
Spårvagnshållplats vid Nockeby, 1931. Man ser de svängda spåren och taket över plattformen och Pressbyråkiosken.

Ändhållplatsen i Nockeby invigdes 1 oktober 1929 och hette då Källviken. Från station Källviken, som var avstigningshållplats, fortsatte banan i en vändslinga till Nockeby, som var påstigningshållplats. I vändslingan vid Nockeby fanns det alltså två hållplatser. Det fanns en avstigningshållplats vid Källviken. Spårvagnen gick därefter igenom vändslingan. Vagnen stannade sedan på nytt vid påstigningshållplatsen, som hette Nockeby. En lång plattform och en traditionell Pressbyråkiosk fanns här. Över en stor del av plattformen och över kiosken var det tak. År 1924 avtalade man med Stockholms Spårvägar om uppförandet av kiosker vid större spårvägshållplatser. Pressbyrån hade detta år 350 kiosker i hela landet, och nästa år över 400.
Vändslingan togs bort oktober 1960 i samband med att banan kortades av till förmån för uppförandet av Sankta Birgitta kyrka. I samband därmed bytte hållplatsen Källviken namn till Nockeby och blev ny ändhållplats för Nockebybanan. Kyrkan började byggas i november 1960 på marken för den gamla ändhållplatsen för Nockebybanan och invigdes 1962. Den är belägen något hundratal meter från nuvarande Nockebybanans ändhållplats i Nockeby.

## Bilder

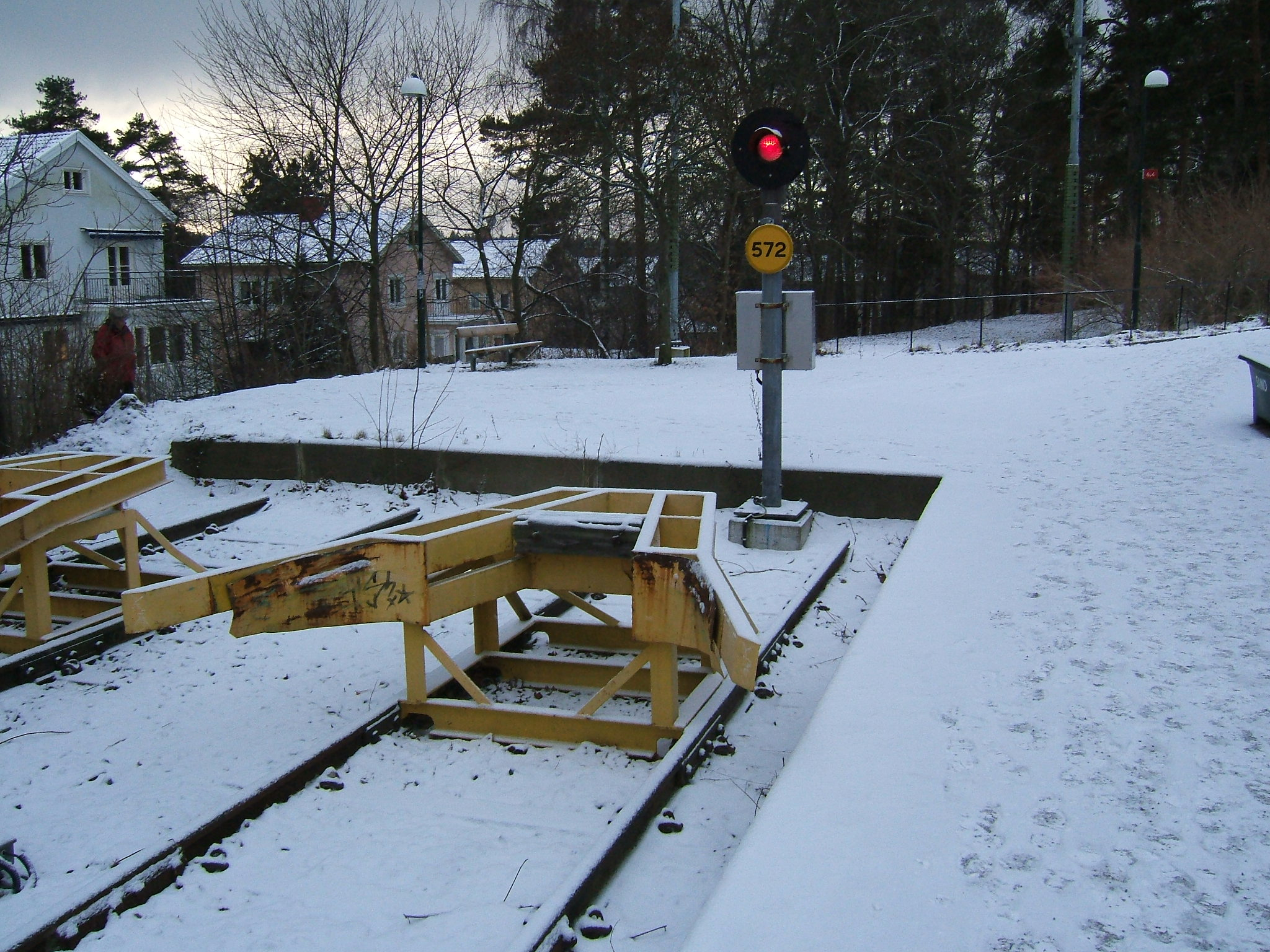
Ändfundamenten där 12:ans spårvagn vänder i Nockeby.
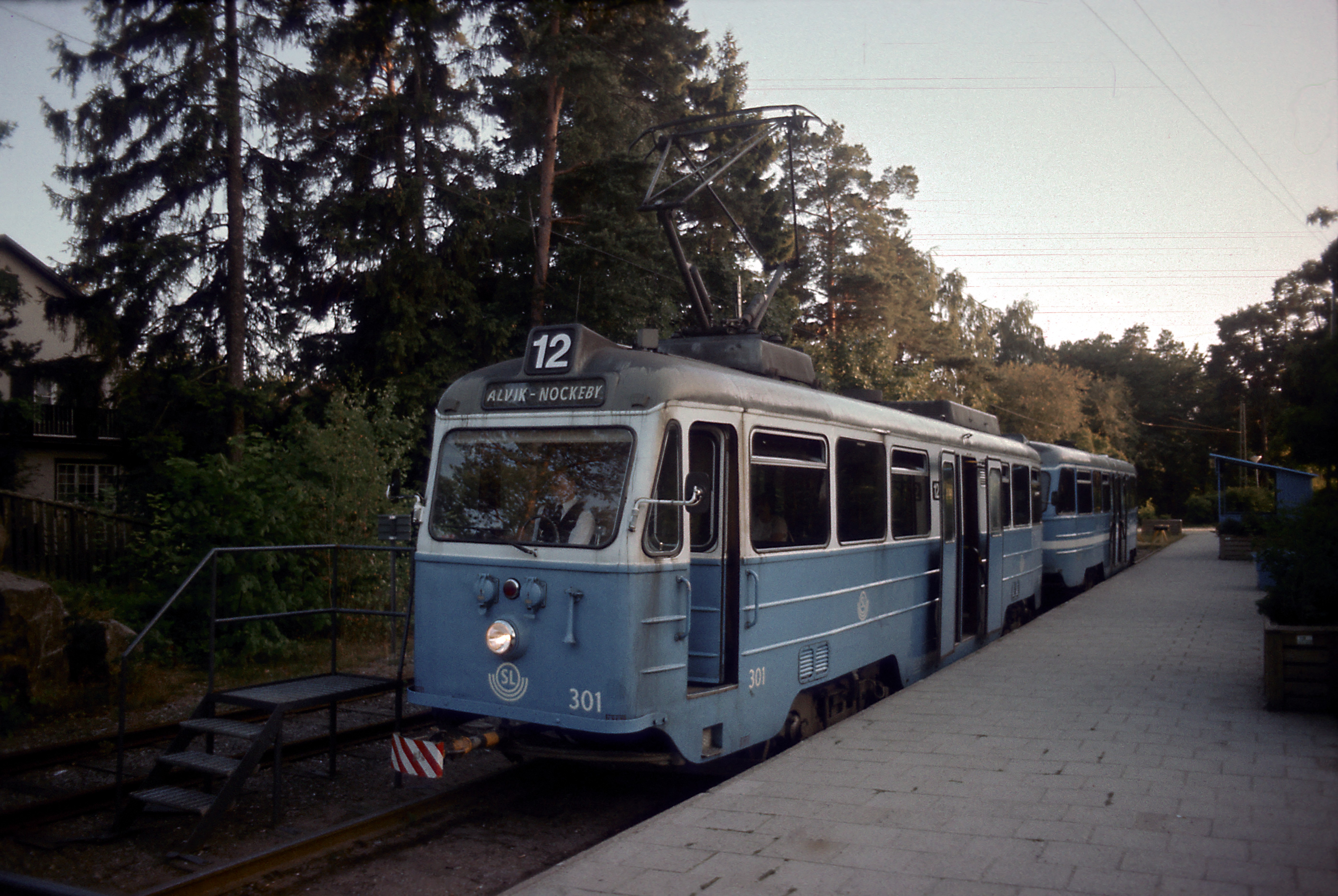
Nockebybanan vid Nockeby, ännu med de gamla vagnarna, 1992.
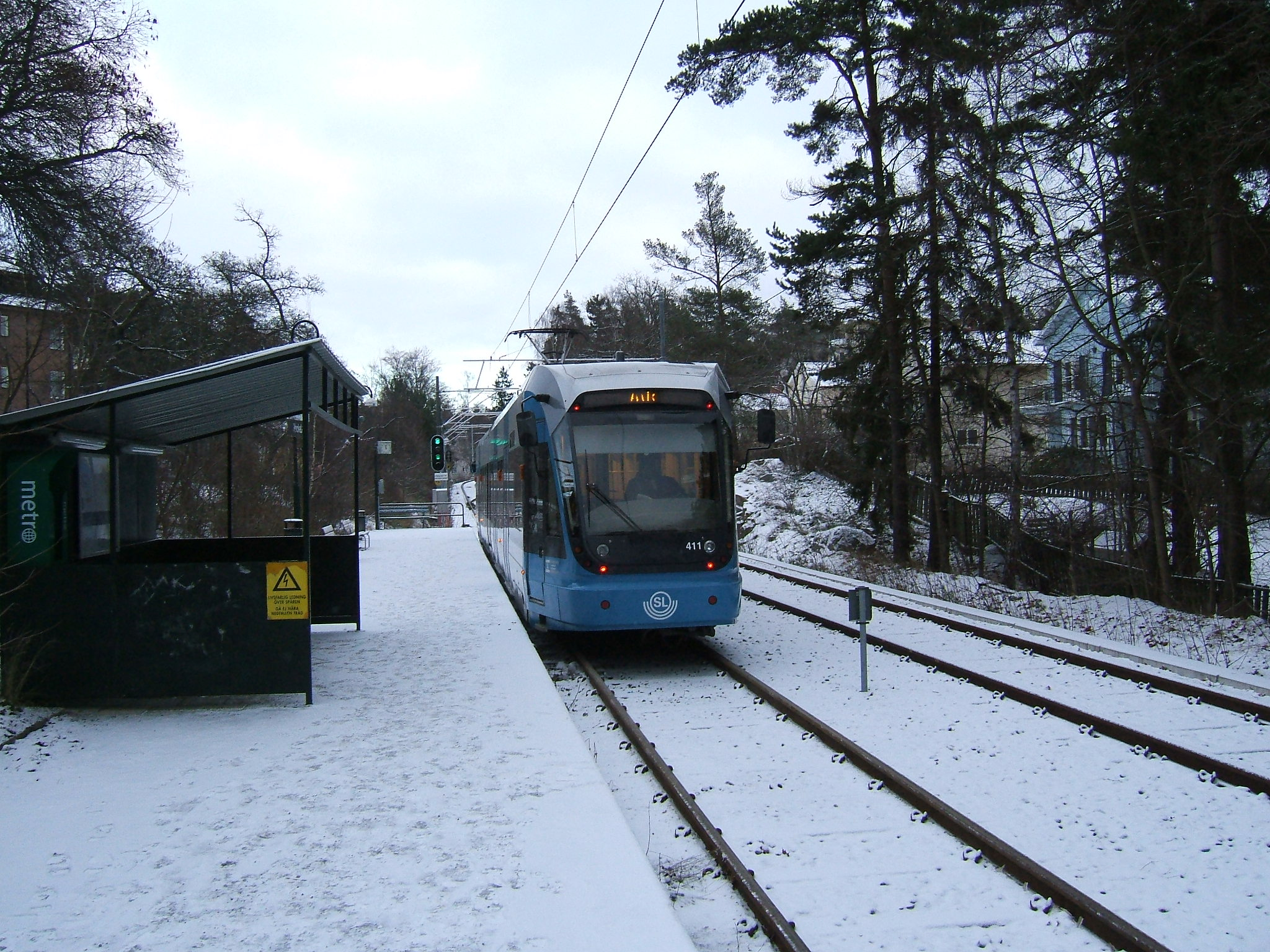
Nockebybanan, 2005.
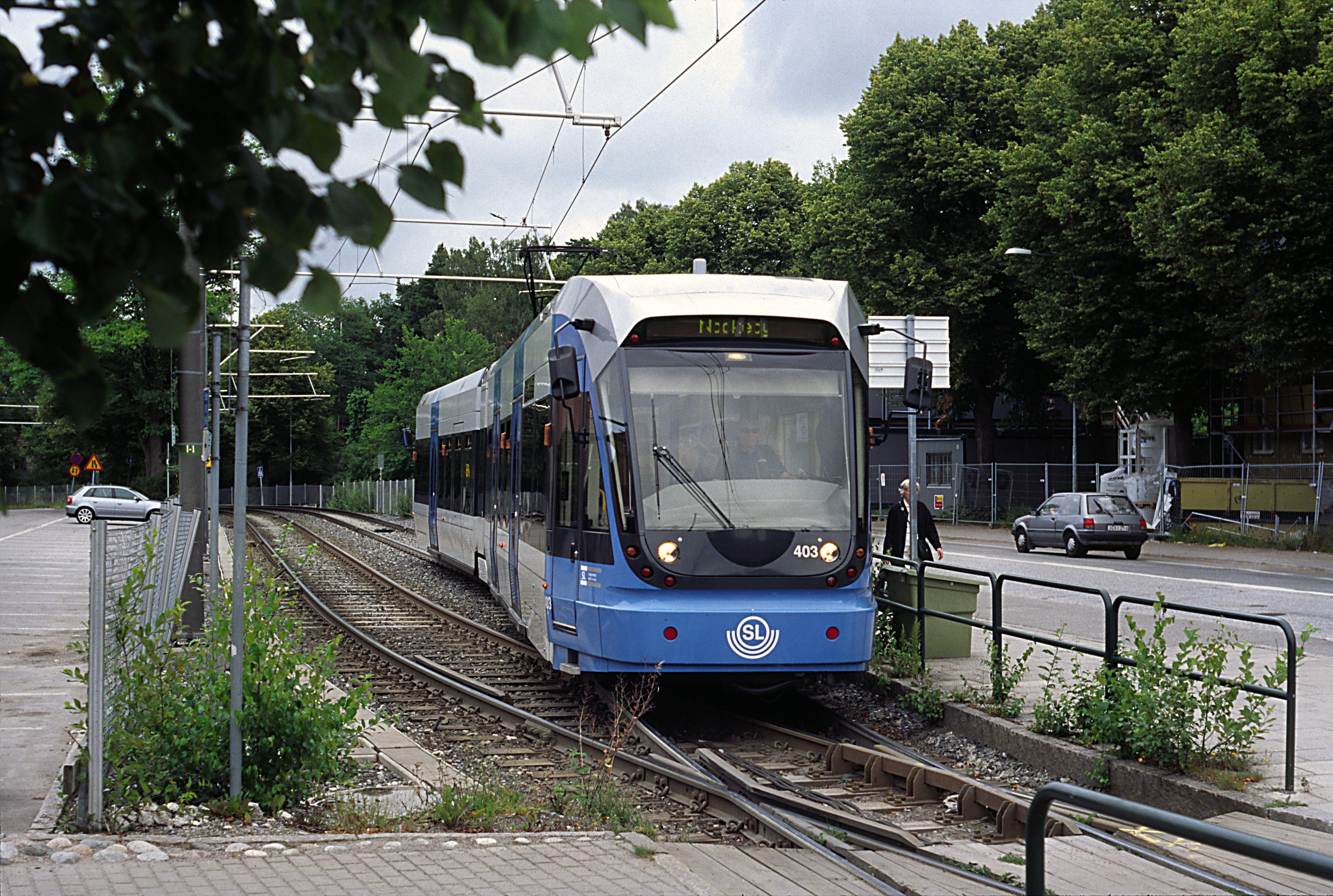
Spårvagnen i Nockeby.